# Окръг (САЩ)
Окръг (на английски: county, parish (Луизиана), borough (Аляска)) е административно-териториална единица в САЩ, по-малка от щат и по-голяма от град, с изключение на петте окръга (района) в състава на Ню Йорк. Най-често окръгът обхваща два или повече града и няколко села Окръзите на Ню Йорк са Бронкс, Манхатън, Бруклин, Куинс и Статън Айланд. Окръг Арлингтън, Вирджиния, на отсрещния бряг на река Потомак срещу Вашингтон, обхваща както градска част, така и предградия, управлявани от обща окръжна администрация.
Общо в страната има 3140 окръга. Най-малко на брой окръзи – 3 – има в Делауеър, а най-много – в Тексас (254). Пълномощията на окръжните администрации и взаимоотношенията им с общинските власти силно варират в различните щати.
В повечето окръзи се определя един от градовете за седалище на администрацията, в него се намират сградите на окръжните власти и заседават съветите на членовете на комисиите или на надзорниците. В по-малките окръзи съветите се избират от цялото
население на окръга, а в по-големите окръзи надзорниците са представители на отделни райони или градове. Съветът определя размера на данъците, сключва заеми и разпределя средства, определя размера на възнагражденията на служителите в окръжната администрация, наблюдава изборите, строи и поддържа магистрали и мостове и ръководи федералните, щатските и окръжните социални програми.